# Swaefred z Esseksu
Swaefred z Esseksu (Suebred, Swæfred) – następca na tronie Essex, po śmierci Sebbi – jego ojca. Władzę dzielił wraz z bratem – Sigeheardem, a w późniejszym okresie również z młodym kuzynem, Offą.
Niewiele jest informacji o jego panowaniu. Wiadomo, że w 705 bracia popadli w konflikt z Ine – królem Wesseksu, który zagroził im zbrojną interwencję, jeśli nie wypędzą jego rywali do władzy, których ukrywali na dworze.
Swaefed podpisał dwa granty: 
- ziemia na terenie Middlesex dla biskupa Waldehere, za zgodą Ethelreda z Mercji i potwierdzona przez jego następców Cenreda i Ceolreda – dokument potwierdza zwierzchność Mercji nad władcami Esseksu w tym okresie (część badaczy wątpi w jego autentyczność, jednak większość nowych opracowań nie zgłasza takich zastrzeżeń[1]).
- dar dla klasztoru w Nazeing[1], gdzie przebywała tajemnicza Fymme, być może krewniaczka, pochodząca z rodu Esseksów[2].

Następcą braci na tronie Esseksu został Swaefbert.